# مقعد كوفلر
مقعد كوفلر أو مجهر كوفلر ذو المراحل الساخنة (نسبة إلى العالم لودفيج كوفلر) عبارة عن شريط معدني ذو درجات حرارة متدرجة (تتراوح ما بين درجة حرارة الغرفة إلى 300 درجة مئوية). يمكن وضع أي مادة على مقطع الشريط للكشف عن سلوكه الحراري عند درجة الحرارة عند هذه النقطة.
تم تطوير جهاز نقطة الانصهار الذي يستخدم مع مجهر من قبل الصيدلي النمساوي لودفيج كوفلر (30 نوفمبر 1891 - 23 أغسطس 1951 ) وزوجته أديلهايد كوفلر. وفي عام 1936، نشر لودفيج كوفلر والعالم مايرهوفر دراسة بعنوان (الطرق المجهرية في الكيمياء الدقيقة) يشرح فيها عمل الجهاز وطريقة إستعماله.
قام لودفيج كوفلر وزوجته أديلهايد وزميلتهما ماريا كونيرت براندستاتر بالتدقيق في العديد من الجزيئات العضوية، ونشروا حوالي 250 بحثًا تصف أعمالهم.
التنظير المجهري الحراري الذي بدأه لودفيغ وأديلهايد كوفلر وقامت بتطويره لاحقا ماريا كونرت براندستاتر (1919-) و العالم الكيميائي الأمريكي والتر سي ماكرون هي تقنية لدراسة حالة المواد الدوائية الصلبة وتحولاتها.